# Филипп (Пенчев)
Митрополи́т Фили́пп (в миру Филип Пенчев; ок. 1863, Тырново — 12 января 1939, Тырново) — епископ Болгарской православной церкви, митрополит Тырновский.

## Биография
Родился ок. 1863 года в Асенове махале (ныне Асенов, район Великого Тырнова).
Учился в родном городе, после чего покинул страну и уехал в Россию, где в 1898 году закончил Киевскую духовную академию со званием действительного студента.
По возвращении в Болгарию становится преподавателем в Тырнове.
Был пострижен в монашество с сохранением имени и рукоположён в сан иеромонаха. Преподавал в Священническом училище при Бачковском монастыре (открыто в 1863 году), а затем становится его ректором.
В 1914 году иеромонах Филипп назначен на должность протосинкела Доростоло-Червенской митрополии, которой в том время управлял митрополит Василий (Михайлов). После этого возведён в сан архимандрита.
На 12 декември 1920 година был избран митрополитом Тырновским, а 21 января 1921 года был канонически утврждён митрополитом.
Продолжал усиленную проповедническую деятельность в епархии. По инициативе митрополите Филиппа в 1922 году началось выход журнал «Търновски епархийски вести».
Из-за болезни 21 июня 1935 года подал прошение об уходе на покой, которое было удовлетворено 1 июля.
Скончался 12 январи 1939 года и погребён в церковном дворе храма Успения Пресвятой Богородицы в Асеновой махале в Великом Търнове.